# Mejicanos
Mejicanos ist eine Stadt mit 144.900 (Stand: 2017) Einwohnern im mittelamerikanischen Staat El Salvador.
Die Stadt gehört zum Großraum der Landeshauptstadt und liegt im Osten des Departamentos El Salvador auf einer Fläche von 21,12 km² und einer Höhe von durchschnittlich gut 600 Metern. 
Der Einwohnerzahl nach ist es die fünftgrößte Stadt des Landes. Die Stadt liegt verkehrsgünstig und gut erschlossen zu anderen Städten des Landes wie Cuscatancingo, Mariona, San Ramón und der Hauptstadt San Salvador. 
Im Norden grenzt Mejicanos an Ayutuxtepeque und Apopa, im Osten an Ciudad Delgado und Cuscatancingo  und im Süden  und Westen an San Salvador. 
Es ist aufgeteilt in vier cantones und 36 caseríos und wird durchflossen vom río San Antonio. Es gibt einen Vulkan namens Picacho.